# 954
Năm 954 là một năm trong lịch Julius.